# João José da Cunha Fidié
João José da Cunha Fidié Ordem Militar de Avis (finais do século XVIII - 1856) foi um militar português. Foi comendador da Ordem Militar de Avis e diretor do Real Colégio Militar. Foi o general que na batalha do Jenipapo liderou as tropas a favor da coroa portuguesa contra os independentistas piauienses.

## Biografia
Assentou praça como cadete no Exército Português em Janeiro de 1809, no Regimento de Infantaria N.º 10. Tomou parte na Guerra Peninsular, assistindo às batalhas do Buçaco, Albuera, Vitória, Pirenéus, Nivelle, Nive, Orthez e Tolouse, assim como aos sítios de Olivença e Badajoz, e a diversos combates e acções que se feriram até ao fim da campanha.
Ofereceu-se para embarcar na Divisão de Voluntários Reais que seguiu para Montevideu, na então Província Cisplatina, no Brasil, mas não foi admitido por ser tenente moderno. Em 1817 embarcou para o Brasil uma Divisão Portuguesa e, como o seu regimento não havia sido nomeado para essa expedição, trocou com um oficial do Regimento de Infantaria n.º 15, conseguindo assim partir para a América do Sul, onde serviu em 1817 e 1818.
Serviu como ajudante de ordens do governador da ilha da Madeira em 1819 e 1820.
Foi nomeado Governador das Armas da então província do Piauí, na região Nordeste do Brasil, em Dezembro de 1821. Desembarcou em Parnaíba (Piauí), litoral da Província, em Agosto de 1822. No contexto da Guerra de Independência do Brasil, marchou de imediato para a cidade de oeiras capital do Piauí naquela época, porém no caminho próximo a cidade Campo Maior sustentou renhida luta com os partidários da independência (1823) sob o comando do brigadeiro Manoel de Sousa Martins. A batalha ficou conhecida como batalha do Jenipapo deixando 200 morto do lado piauiense/brasileiros.
Chamado pelas autoridades de Caxias, na então Província do Maranhão, para ali se dirigiu a fim de dirigir a defesa daquela vila. Entretanto, crescendo as forças dos revoltosos, ao passo que as dos defensores decresciam, a praça capitulou perante as tropas lideradas pelo capitão-mor do Crato José Pereira Filgueiras e Fidié foi detido e enviado, oito meses depois, sob escolta, de volta para Oeiras. Transferido para Salvador, na Bahia, de lá foi transferido para o Rio de Janeiro, onde ficou encarcerado na Fortaleza de São Francisco Xavier da Ilha de Villegagnon até que o Imperador Pedro I do Brasil lhe concedeu a liberdade, permitindo-lhe que regressasse a Portugal, por meio de Indulto régio.
Em 1825 foi nomeado primeiro comandante do Real Colégio Militar e, por vezes, durante a ausência do director, ficou encarregado da direcção daquele estabelecimento até que, saindo de Lisboa, e apresentando-se em 1832 no Porto ao 16.º duque de Bragança, foi por ele nomeado subdirector do arsenal daquela cidade.
Regressando depois a Lisboa, foi director efectivo do Real Colégio Militar, cargo que exerceu de 1837 a 1848, ano em que obteve a sua exoneração, reformando-se em 1854 no posto de tenente-general.

## Obra
Ao longo de sua carreira foi autor das seguintes obras:
- Breves esclarecimentos acerca do Collegio Militar, oferecida às Côrtes, Lisboa, 1843;
- Varia fortuna de um soldado portuguez, uma memória de interesse pessoal, e comprovativa das preterições que alegava ter sofrido no acesso a postos superiores.